# Lijst van leden van de Kantonsraad van Zwitserland (2007-2011)
Dit artikel bevat een lijst van leden van de Kantonsraad van Zwitserland in de periode 2007–2011.

## Lijst
| Foto                   | Naam                   | Partij  | Kanton                 | Geboortedatum     | Kantonsraadslid sinds | Beroep                  |
| ---------------------- | ---------------------- | ------- | ---------------------- | ----------------- | --------------------- | ----------------------- |
| Christine Egerszegi    | Christine Egerszegi    | FDP/PLR | Aargau                 | 29 mei 1948       | 3 december 2007       | lerares                 |
| Maximilian Reimann     | Maximilian Reimann     | SVP/UDC | Aargau                 | 7 mei 1942        | 11 december 1995      | financieel jurist       |
| Hans Altherr           | Hans Altherr           | FDP/PLR | Appenzell Ausserrhoden | 29 april 1950     | 8 maart 2004          | advocaat                |
| Ivo Bischofberger      | Ivo Bischofberger      | CVP/PDC | Appenzell Innerrhoden  | 24 februari 1958  | 4 juni 2007           | rector                  |
| Claude Janiak          | Claude Janiak          | SP/PS   | Bazel-Landschap        | 30 oktober 1948   | 3 december 2007       | advocaat                |
| Anita Fetz             | Anita Fetz             | SP/PS   | Bazel-Stad             | 19 maart 1957     | 1 december 2003       | ondernemer              |
| Werner Luginbühl       | Werner Luginbühl       | BDP     | Bern                   | 4 januari 1958    | 3 december 2007       |                         |
| Adrian Amstutz         | Adrian Amstutz         | SVP/UDC | Bern                   | 2 december 1953   | 30 mei 2011           | ondernemer              |
| Urs Schwaller          | Urs Schwaller          | CVP/PDC | Fribourg               | 31 oktober 1952   | 1 december 2003       | advocaat                |
| Alain Berset           | Alain Berset           | SP/PS   | Fribourg               | 9 april 1972      | 1 december 2003       | econoom                 |
| Robert Cramer          | Robert Cramer          | GPS/PES | Genève                 | 7 februari 1954   | 3 december 2007       | lid van de Staatsraad   |
| Liliane Maury Pasquier | Liliane Maury Pasquier | SP/PS   | Genève                 | 16 december 1956  | 3 december 2007       |                         |
| This Jenny             | This Jenny             | SVP/UDC | Glarus                 | 4 mei 1952        | 8 juni 1998           | ondernemer              |
| Pankraz Freitag        | Pankraz Freitag        | FDP/PLR | Glarus                 | 12 december 1952  | 3 december 2007       |                         |
| Theo Maissen           | Theo Maissen           | CVP/PDC | Graubünden             | 2 september 1944  | 23 januari 1995       | ingenieur               |
| Christoffel Brändli    | Christoffel Brändli    | SVP/UDC | Graubünden             | 7 maart 1943      | 23 januari 1995       | economisch adviseur     |
| Anne Seydoux-Christe   | Anne Seydoux-Christe   | CVP/PDC | Jura                   | 7 juli 1958       | 3 december 2007       | advocate                |
| Claude Hêche           | Claude Hêche           | SP/PS   | Jura                   | 20 december 1952  | 3 december 2007       |                         |
| Konrad Graber          | Konrad Graber          | CVP/PDC | Luzern                 | 24 juli 1958      | 3 december 2007       |                         |
| Helen Leumann          | Helen Leumann          | FDP/PLR | Luzern                 | 7 november 1943   | 4 december 1995       | ondernemer              |
| Didier Berberat        | Didier Berberat        | SP/PS   | Neuchâtel              | 1 december 1956   | 21 september 2009     | lid van de gemeenteraad |
| Raphaël Comte          | Raphaël Comte          | FDP/PLR | Neuchâtel              | 29 september 1979 | 1 maart 2010          |                         |
| Paul Niederberger      | Paul Niederberger      | CVP/PDC | Nidwalden              | 5 december 1948   | 3 december 2007       |                         |
| Hans Hess              | Hans Hess              | FDP/PLR | Obwalden               | 4 mei 1945        | 8 juni 1998           | advocaat                |
| Eugen David            | Eugen David            | CVP/PDC | Sankt Gallen           | 3 september 1945  | 6 december 1999       |                         |
| Erika Forster          | Erika Forster          | FDP/PLR | Sankt Gallen           | 27 februari 1944  | 4 december 1995       | ondernemer              |
| Peter Briner           | Peter Briner           | FDP/PRD | Schaffhausen           | 1 november 1943   | 6 december 1999       | ondernemer              |
| Hannes Germann         | Hannes Germann         | SVP/UDC | Schaffhausen           | 1 juli 1956       | 16 september 2002     | econoom                 |
| Bruno Frick            | Bruno Frick            | CVP/PDC | Schwyz                 | 31 mei 1953       | 25 november 1991      | advocaat                |
| Alex Kuprecht          | Alex Kuprecht          | SVP/UDC | Schwyz                 | 22 december 1957  | 1 december 2003       |                         |
| Rolf Büttiker          | Rolf Büttiker          | FDP/PLR | Solothurn              | 27 juni 1950      | 25 november 1991      | economisch adviseur     |
|                        | Roberto Zanetti        | SP/PS   | Solothurn              | 14 december 1954  | 1 maart 2010          | ondernemer              |
| Philipp Stähelin       | Philipp Stähelin       | CVP/PDC | Thurgau                | 2 april 1944      | 6 december 1999       | advocaat                |
| Hermann Bürgi          | Hermann Bürgi          | SVP/UDC | Thurgau                | 18 februari 1946  | 6 december 1999       | advocaat                |
| Dick Marty             | Dick Marty             | FDP/PLR | Ticino                 | 7 januari 1945    | 4 december 1995       |                         |
| Filippo Lombardi       | Filippo Lombardi       | CVP/PDC | Ticino                 | 29 mei 1956       | 6 december 1999       | ondernemer              |
| Hansheiri Inderkum     | Hansheiri Inderkum     | CVP/PDC | Uri                    | 9 juni 1947       | 11 december 1995      | advocaat                |
|                        | Markus Stadler         | GLP/PVL | Uri                    | 24 december 1948  | 1 juni 2010           |                         |
| Luc Recordon           | Luc Recordon           | GPS/PES | Vaud                   | 20 september 1955 | 3 december 2007       | advocaat                |
| Géraldine Savary       | Géraldine Savary       | SP/PS   | Vaud                   | 14 november 1968  | 3 december 2007       | journaliste             |
| René Imoberdorf        | René Imoberdorf        | CSP     | Wallis                 | 24 april 1950     | 3 december 2007       | burgemeester            |
| Jean-René Fournier     | Jean-René Fournier     | CVP/PDC | Wallis                 | 18 december 1957  | 3 december 2007       | lid van de Staatsraad   |
| Peter Bieri            | Peter Bieri            | CVP/PDC | Zug                    | 21 juni 1952      | 23 januari 1995       | leraar                  |
|                        | Rolf Schweiger         | FDP/PLR | Zug                    | 9 januari 1945    | 1 maart 1999          | advocaat                |
| Felix Gutzwiller       | Felix Gutzwiller       | FDP/PLR | Zürich                 | 22 februari 1948  | 3 december 2007       | professor               |
| Verena Diener          | Verena Diener          | GLP/PVL | Zürich                 | 27 maart 1949     | 6 december 2007       |                         |

## Wijzigingen tijdens de legislatuur
| Foto                | Naam                | Partij  | Kanton    | Geboortedatum   | Kantonsraadslid sinds | Kantonsraadslid tot                                         | Opvolger        |
| ------------------- | ------------------- | ------- | --------- | --------------- | --------------------- | ----------------------------------------------------------- | --------------- |
| Fritz Schiesser     | Fritz Schiesser     | FDP/PLR | Glarus    | 23 april 1954   | 5 juni 1990           | 31 december 2007 (verkozen in een andere functie)           | Pankraz Freitag |
| Ernst Leuenberger   | Ernst Leuenberger   | SP/PS   | Solothurn | 18 januari 1945 | 6 december 1999       | 30 juni 2009 (in dienst overleden)                          | Roberto Zanetti |
| Didier Burkhalter   | Didier Burkhalter   | FDP/PLR | Neuchâtel | 17 april 1960   | 6 december 2007       | 16 september 2009 (verkozen in de Bondsraad)                | Raphaël Comte   |
| Gisèle Ory          | Gisèle Ory          | SP/PS   | Neuchâtel | 30 april 1956   | 1 december 2003       | 20 september 2009 (verkozen in de Staatsraad van Neuchâtel) | Didier Berberat |
| Hansruedi Stadler   | Hansruedi Stadler   | CVP/PDC | Uri       | 6. August 1953  | 6 december 1999       | 31 mei 2010 (ontslag)                                       | Markus Stadler  |
| Simonetta Sommaruga | Simonetta Sommaruga | SP/PS   | Bern      | 14 mei 1960     | 1 december 2003       | 22 september 2010 (verkozen in de Bondsraad)                | Adrian Amstutz  |

Bondsraad
Lijst van leden van de Zwitserse Bondsraad · 
Lijst van bondspresidenten van Zwitserland
Nationale Raad
Aargau · 
Appenzell Ausserrhoden · 
Appenzell Innerrhoden · 
Basel-Landschaft · 
Basel-Stadt · 
Bern · 
Fribourg · 
Genève · 
Glarus · 
Graubünden · 
Jura

Luzern · 
Neuchâtel · 
Nidwalden · 
Obwalden · 
Sankt Gallen · 
Schaffhausen · 
Schwyz · 
Solothurn · 
Thurgau · 
Ticino · 
Uri · 
Vaud · 
Wallis · 
Zug · 
Zürich
1983-1987 · 
1987-1991 · 
1991-1995 · 
1995-1999 · 
1999-2003 · 
2003-2007 · 
2007-2011 · 
2011-2015 · 
2015-2019 · 
2019-2023 · 
2023-2027
Voorzitters
Kantonsraad
Aargau · 
Appenzell Ausserrhoden · 
Appenzell Innerrhoden · 
Basel-Landschaft · 
Basel-Stadt · 
Bern · 
Fribourg · 
Genève · 
Glarus · 
Graubünden · 
Jura

Luzern · 
Neuchâtel · 
Nidwalden · 
Obwalden · 
Sankt Gallen · 
Schaffhausen · 
Schwyz · 
Solothurn · 
Thurgau · 
Ticino · 
Uri · 
Vaud · 
Wallis · 
Zug · 
Zürich
1983-1987 · 
1987-1991 · 
1991-1995 · 
1995-1999 · 
1999-2003 · 
2003-2007 · 
2007-2011 · 
2011-2015 · 
2015-2019 · 
2019-2023 · 
2023-2027
Voorzitters